# أبو إسحاق (بلنسية)
أبو إسحاق أو (نقحرة: البويكسيش) بلدية في في منطقة بلنسية إسبانيا.